# Potestas
Potestas byla u starých Římanů úřední výkonná moc, která jakožto projev suverenity národa přísluší státnímu úředníku (magistratus). Má často stejný význam jako imperium. V užším významu a naopak od slova imperium znamenala jen úřední moc s vyloučením moci vojenské a soudnictví, tedy moc hlavně administrativní. Potestates byly censura, aedilita a obyčejně také quaestura. Patria potestas je moc, kterou má otec rodiny (pater familias) nad svými dětmi. Otec měl původně neomezené právo nad životem a smrtí i majetkem svých dětí. Ale časem bylo toto kruté právo víc a více omezováno a mírněno.